# Ögonpyrolasläktet
Ögonpyrolasläktet  (Moneses) är ett växtsläkte i familjen ljungväxter med en eller två arter. De förekommer i Eurasien och Nordamerika. Arten ögonpyrola (M. uniflora) förekommer i Sverige.